# الغواصة الألمانية يو-488
غواصة يو-488 غواصة يو بوت ألمانية صممت لإعادة تزويد غواصات يو الأخرى بالإمدادات والذخيرة (تلقب هذه الفئة Milchkuh أو حليب البقر) من الفئة الرابعة عشر بنيت لسلاح بحرية ألمانيا النازية كريغسمارينه، في أحواض فريدريش كروب في كيل خلال الحرب العالمية الثانية. تم وضع العارضة الخاصة بها في 3 يناير 1942 في كيل في الساحة رقم 557. تم إطلاقها في 17 أكتوبر 1942 وتم تشغيلها في 1 فبراير 1943.